# Dorila Castell de Orozco
Dorila Castell de Orozco (8 de diciembre de 1845, San Carlos - 20 de septiembre de 1930, Montevideo) fue una poeta y maestra uruguaya que escribió en varias publicaciones bajo el seudónimo "Una Oriental".

## Biografía
Dorila Castell Ducrosé nació en San Carlos, Uruguay en 1845, siendo sus padres Francisco Castell y Adelaida Ducrosé. 
Sus estudios de magisterio los realizó en Buenos Aires, recibiéndose a fines de 1865. A partir de ese momento se radicó en Paysandú, donde dio clases en una escuela de niñas del norte de la ciudad., inspirando a su hermana menor Adela Castell a continuar su carrera de educacionista. Continuó con su labor docente hasta poco después de la reforma vareliana. Contrajo matrimonio a los 17 años con el militar Justiniano Orozco y Zambrano.
Desde 1875 y durante una década, colaboró con varios diarios de Paysandú, así como con "La ondina del Plata", "El álbum del hogar" las cuales contaron con la dirección de Luis Telmo Pintos y Gervasio Méndez respectivamente. Asimismo, sus textos aparecieron en "La alborada literaria del Plata" de Buenos Aires, bajo la dirección de Josefina Pelliza de Sagasta y Dolores Larrosa de Ansaldi. También publicó textos en "La Revista", dirigida por Julio Herrera y Reissig.
Publicó "Flores marchitas" en 1880, el cual fue un opúsculo que contuvo algunas de sus poesías. El mismo recibió críticas favorables por importantes escritores de Uruguay y Argentina. Otro tomo de sus poesías, "Voces de mi alma" fue publicado en 1925.
Fue hermana de la también poetisa Adela Castell, que escribió bajo el seudónimo "Zulema" y colaboró con varios periódicos como "La ondina del Plata", "El álbum del hogar", "El indiscreto" y "La alborada literaria del Plata".

## Obra
- Flores marchitas (1880)
- Voces de mi alma (1925)